# 第97回日劇學院賞
←第96回 - 第97回 - 第98回→
第97回日劇學院賞，針對2018年4月到6月在日本播出之春季檔連續劇所做出的投票與評比。本季獲最優秀作品賞為朝日電視台的《大叔的愛》，此劇共獲六項獎本季最多。

## 得獎名單

### 最優秀作品賞
1. 大叔的愛
2. 黑色止血鉗
3. 有家可歸的戀人們
4. 花過天晴～花樣男子 Next Season～
5. Signal 長期未解決事件搜查班

- 讀者票：1. 黑色止血鉗；2. 大叔的愛；3. 花過天晴～花樣男子 Next Season～；4. 基度山恩仇記-華麗的復仇-；5. 行骗天下JP
- 記者票：1. 大叔的愛；2. 有家可歸的戀人們；3. 花過天晴～花樣男子 Next Season～；4. 黑色止血鉗；5.Signal 長期未解決事件搜查班
- 評審票：1. 大叔的愛；2. 黑色止血鉗；3. Signal 長期未解決事件搜查班；4. 行骗天下JP；5. 有家可歸的戀人們

### 主演男優賞
1. 田中圭（大叔的愛）[1]
2. 二宮和也（黑色止血鉗）
3. 藤岡靛（基度山伯爵-華麗的復仇-）
4. 坂口健太郎（Signal 長期未解決事件搜查班）
5. 池松壯亮（從宮本到你）

- 讀者票：1. 二宮和也（黑色止血鉗）；2. 田中圭（大叔的愛）；3. 藤岡靛（基度山伯爵-華麗的復仇-）；4. 岩田剛典（懸崖邊的飯店）；5. 坂口健太郎（Signal 長期未解決事件搜查班）
- 記者票：1. 田中圭（大叔的愛）；2. 二宮和也（黑色止血鉗）；3. 坂口健太郎（Signal 長期未解決事件搜查班）；4. 藤岡靛（基度山伯爵-華麗的復仇-）；5. 池松壯亮（從宮本到你）
- 評審票：1. 田中圭（大叔的愛）；2. 二宮和也（黑色止血鉗）；3. 坂口健太郎（Signal 長期未解決事件搜查班）；4. 藤岡靛（基度山伯爵-華麗的復仇-）；5. 松重豐（美食不孤單Season7）

### 主演女優賞
1. 長澤雅美（行骗天下JP）[2]
2. 中谷美紀（有家可歸的戀人們）
3. 杉咲花（花過天晴～花樣男子 Next Season～）
4. 吉高由里子（正義之凜）
5. 菜菜緒（Miss Devil 人事惡魔·椿真子）

- 讀者票：1. 長澤雅美（行骗天下JP）；2. 吉高由里子（正義之凜）；3. 杉咲花（花過天晴～花樣男子 Next Season～）；4. 波瑠（未解決之女 警視廳文書搜查官）；5. 佐佐木希（適婚女郎）
- 記者票：1. 長澤雅美（行骗天下JP）；2. 中谷美紀（有家可歸的戀人們）；3. 杉咲花（花過天晴～花樣男子 Next Season～）；4. 菜菜緒（Miss Devil 人事惡魔·椿真子）；5. 吉高由里子（正義之凜）
- 評審票：1. 長澤雅美（行骗天下JP）；2. 菜菜緒（Miss Devil 人事惡魔·椿真子）；3. 中谷美紀（有家可歸的戀人們）；4.杉咲花（花過天晴～花樣男子 Next Season～）、吉高由里子（正義之凜）、波瑠（未解決之女 警視廳文書搜查官）

### 助演男優賞
1. 吉田鋼太郎（大叔的愛）[3]
2. 林遣都（大叔的愛）
3. 竹内涼真（黑色止血鉗）
4. 平野紫耀（花過天晴～花樣男子 Next Season～）
5. 北村一輝（Signal 長期未解決事件搜查班）

- 讀者票：1. 林遣都（大叔的愛）；2. 竹内涼真（黑色止血鉗）；3. 平野紫耀（花過天晴～花樣男子 Next Season～）；4. 内野聖陽（黑色止血鉗）；5. 小泉孝太郎（黑色止血鉗）
- 記者票：1. 吉田鋼太郎（大叔的愛）；2. 平野紫耀（花過天晴～花樣男子 Next Season～）；3. 中山裕介（有家可歸的戀人們）；4. 林遣都（大叔的愛）；5. 中川大志（花過天晴～花樣男子 Next Season～）
- 評審票：1. 吉田鋼太郎（大叔的愛）；2. 北村一輝（Signal 長期未解決事件搜查班）；3. 林遣都（大叔的愛）、安田顯（正義之凜）；4. 竹内涼真（黑色止血鉗）、佐藤隆太（校園律師）

### 助演女優賞
1. 木村多江（有家可歸的戀人們）[4]
2. 葵若菜（黑色止血鉗）
3. 内田理央（大叔的愛）
4. 今田美櫻（花過天晴～花樣男子 Next Season～）
5. 吉瀨美智子（Signal 長期未解決事件搜查班）

- 讀者票：1. 葵若菜（黑色止血鉗）；2. 內田理央（大叔之愛）；3. 大塚寧寧（大叔之愛）；4. 今田美櫻（花過天晴～花樣男子 Next Season～）；5. 加藤綾子（黑色止血鉗）
- 記者票：1. 木村多江（有家可歸的戀人們）；2. 今田美櫻（花過天晴～花樣男子 Next Season～）；3. 飯豐萬理江（花過天晴～花樣男子 Next Season～）；4. 內田理央（大叔之愛）；5. 葵若菜（黑色止血鉗）
- 評審票：1. 木村多江（有家可歸的戀人們）；2. 吉瀨美智子（Signal 長期未解決事件搜查班）；3. 戶田惠梨香（懸崖邊的飯店）；4. 鈴木京香（未解決之女）；5. 今田美櫻（花過天晴～花樣男子 Next Season～）

### 主題曲賞
1. 《過這條路》小田和正（黑色止血鉗）
2. 《Revival》無限開關（大叔之愛）
3. 《灰姑娘女孩》King & Prince（花過天晴～花樣男子 Next Season～）

- 讀者票：1. 《過這條路》小田和正（黑色止血鉗）；2. 《Revival》無限開關（大叔之愛）；3. 《灰姑娘女孩》King & Prince（花過天晴～花樣男子 Next Season～）；4.《Echo》藤岡靛（基度山伯爵-華麗的復仇-）；5. 《初戀》宇多田光（花過天晴～花樣男子 Next Season～）
- 記者票：1. 《灰姑娘女孩》King & Prince（花過天晴～花樣男子 Next Season～）；2. 《初戀》宇多田光（花過天晴～花樣男子 Next Season～）；3. 《Fall》Superfly（有家可歸的戀人們）；4.《Don't Leave Me》防彈少年團（Signal 長期未解決事件搜查班）；5. 《過這條路》小田和正（黑色止血鉗）
- 評審票：1. 《灰姑娘女孩》King & Prince（花過天晴～花樣男子 Next Season～）；2. 《過這條路》小田和正（黑色止血鉗）；3. 《Revival》無限開關（大叔之愛）；4.《Body Feels EXIT（from AL「Finally」）》安室奈美惠（Miss Devil 人事惡魔·椿真子）；4.《Crazy Rays》V6（特搜9）；4.《革命》MOROHA（從宮本到你）

### 劇本賞
1. 德尾浩司（大叔之愛）

### 導演賞
1. 瑠東東一郎・山本大輔・Yuki Saito（大叔之愛）

### 特別賞
武藏的房間（Instagram帳號）（大叔之愛）

## 外部連結
- 第97回日劇學院賞 （页面存档备份，存于）